# Firmin Gémier
Firmin Gémier (21 de febrero de 1869, Aubervilliers, Francia - 1933, París, Francia), seudónimo de Firmin Tonnerre, es un actor, director de escena y director de teatro francés. Promotor del "teatro popular", creó el primer Teatro Nacional Popular (Théâtre national populaire) en París, en 1920. Fue director del Théâtre Antoine (1906-1919) y del Théâtre de l'Odéon (1922-1930), ambos situados en París.

## Biografía

### Primeros años
Firmin Gémier nace en Aubervilliers, un municipio obrero de las afueras de París, de una familia de Compagnons, un gremio tradicional de artesanos. A los pocos años, su familia se traslada al barrio parisino de Belleville, y Firmin cursa sus estudios en la escuela Turgot (hoy Lyceo Turgot), en el distrito III de París, gracias a una beca. Trabaja de recadero y mensajero, y ya desempeña pequeños papeles en compañías de aficionados. Se presenta dos veces al concurso de ingreso en el Conservatorio Nacional Superior de Arte Dramático de París, pero suspende. Se forma entonces en teatros de barrios (en el Teatro de Belleville y en el teatro Bouffes du Nord, entre otros), y toma clases con el actor Saint-Germain.

### El aprendizaje con André Antoine
En 1892, André Antoine le contrata con sueldo fijo en su Théâtre Libre (Teatro Libre) como actor y regidor. De 1892 a 1900, Firmin Gémier compatirá la lucha de Antoine por hacer (en palabras de Antoine) “un teatro literario y económico”, a saber un teatro verdaderamente popular con exigentes criterios de calidad. El Teatro Libre no tenía una programación continuada y se dirigía a un público de abonados, por lo que en 1897, Antoine abre el Teatro Antoine en los grandes bulevares parisinos.
Gémier actuaba también en otros teatros, con mucho éxito. Creó el papel de Ubú en el estreno de Ubú rey, de Alfred Jarry, en 1896 en el Théâtre de l'Œuvre de Lugné-Poe. Antoine tenía pensado representar una obra nueva cada 15 días, un ritmo que no conseguirá alcanzar, por lo que Gémier y una partie de la compañía de Antoine se marchan en 1900 al Théâtre du Gymnase durante una temporada.

### Actor y director reconocido
Al año siguiente, Gémier asume la dirección del Théâtre de la Renaissance, donde representa obras inéditas de autores franceses y extranjeros. Es allí donde realiza en 1902 su primera puesta en escena, un montaje de la obra Catorce de julio, de Romain Rolland. En 1901, se casa con la actriz Andrée Mégard.
Pero en 1903, acuciado por las deudas, deja la dirección del teatro y vuelve a actuar para pagar a sus acreedores. Se le ve en los teatros Châtelet, Capucines, Vaudeville y Renaissance. En el Teatro del Odeón, pone en escena la obra La Rabouilleuse, una adaptación de Emile Fabre de la novela homónima de Balzac. Gémier desempeña también el papel principal en una actuación memorable.
El mismo año dirige el Festival vaudois en Lausanne, Suiza, con el que el Cantón de Vaud celebra el centenario de su ingreso en la Confederación Helvética. Allí conoce al compositor y pedágogo Émile Jaques-Dalcroze, con el que inicia una larga amistad y relación profesional de la que resultarán sus innovaciones en el uso escénico de la música.

### El Teatro Nacional Ambulante
En aquella época, traba también amistad con el escritor y crítico teatral Camille de Sainte-Croix que, como él, defendía la creación de un teatro popular público. Esa misma idea estaba apoyada por otros dos amigos de Gémier: Romain Rolland, que la había desarrollado en su ensayo Le théâtre du peuple, en 1903, y Maurice Pottecher, fundador del Théâtre du Peuple (Teatro del Pueblo) de Bussang, en 1895 en los Vosgos. Gémier y de Sainte-Croix deciden por lo tanto presentar a la Comisión de la Cámara de los Diputados un proyecto para fundar un teatro popular público y parisino en el Théâtre du Châtelet. La comisión lo aprueba por unanimidad, pero la municipalidad de París, propietaria del teatro, se niega.
En 1906, Gémier asume la dirección del Théâtre Antoine, en sustitución de André Antoine que acaba de ser nombrado director del Teatro del Odeón. Allí alterna obras de nuevos dramaturgos y obras de éxito, a las que llama “obras mecenas”, para poder equilibrar los ingresos. Pero su idea de crear un auténtico teatro popular no le abandona. Durante 5 años, trabaja con dos arquitectos a la creación de un teatro ambulante que llevase a todo el territorio nacional las obras representadas en París. Su amigo Joseph Paul-Boncour, diputado y futuro Ministro de Trabajo, pero también abogado del Sindicato de los Actores del que Gémier era Secretario General, le consigue las ayudas necesarias de la Cámara de los Diputados. En 1911, el Théâtre national ambulant (Teatro Nacional Ambulante) se lanza por las carreteras de Francia, llevando consigo a la compañía del Teatro Antoine.
Se había diseñado un tren de carretera, llevado por una locomotora tractora, que transportaba una sala desmontable de 1650 plazas, con los últimos adelantos tanto escénicos como de confortabilidad para los espectadores. A pesar de su enorme éxito, la experiencia es abortada en plena gira por falta de ingresos suficientes para cubrir los gastos iniciales, y los inversores declaran la empresa en quiebra. Gémier conseguirá fondos para comprar parte del material y terminar la gira en tren, a finales de 1912.

### La Sociedad Shakespeare
Durante la Primera Guerra Mundial, Gémier organiza en el Teatro Antoine funciones para los refugiados y para el ejército francés. Después de dejar la dirección del Teatro Antoine en 1914, funda en 1917 la Sociedad Shakespeare, con sociedades hermandadas en otros países. Shakespeare era poco representado en aquella época y Gémier quería estimular la traducción y la representación de sus obras aún desconocidas. Para la Sociedad, monta El mercader de Venecia (en el que interpreta el papel de Shylock), un espectáculo que sorprenderá y será aplaudido por su puesta en escena innovadora. Le seguirá Antonio y Cleopatra, un espectáculo de igual factura.

### Los Artistas Asociados y la Comédie Montaigne
En 1918, funda la agrupación de los Artistas Asociados, una cooperativa que reúne a todos los trabajadores del espectáculo, con la que monta La fierecilla domada, de Shakespeare, y El burgués gentilhombre, de Molière, en Lyon.
Traslada su gusto por las representaciones de gran formato al Cirque d’hiver (Circo de Invierno), donde dirige en 1919 Œdipe roi de Thèbes, de Saint-Georges de Bouhélier, y La Grande Pastorale, de Pol d'Estoc, con enorme éxito.
Divulga sus enseñanzas en el Conservatorio Sindical, donde aboga por una nueva formación del actor. Su preocupación por la enseñanza le lleva a crear, junto con Gaston Baty, un centro de creación experimental en el Théâtre des Champs-Elysées, dirigido entonces por su amigo Georges Pitoëff: nace la Comédie Montaigne, que Gémier dirige durante la temporada 1920-1921.

### El Teatro Nacional Popular y el Teatro del Odeón
En 1920, su sueño se ve cumplido: la Cámara de los Diputados aprueba una subvención para la creación del quinto teatro nacional francés, y nombra a Firmin Gémier como director. Nace el Teatro Nacional Popular (Théâtre national populaire - TNP), al que se concede la sala de fiestas del Palacio del Trocadero de París, hoy desaparecido. El local se encuentra en muy malas condiciones y tiene que ser rehabilitado a costa de Gémier, considerado como concesionario de la empresa. Además, la subvención es tan exigua que no le permite desarrollar el proyecto: el teatro no puede sufragar una compañía estable, el número de producciones asumibles al año es muy reducido y sólo se pueden acoger algunos espectáculos de los otros teatros nacionales.

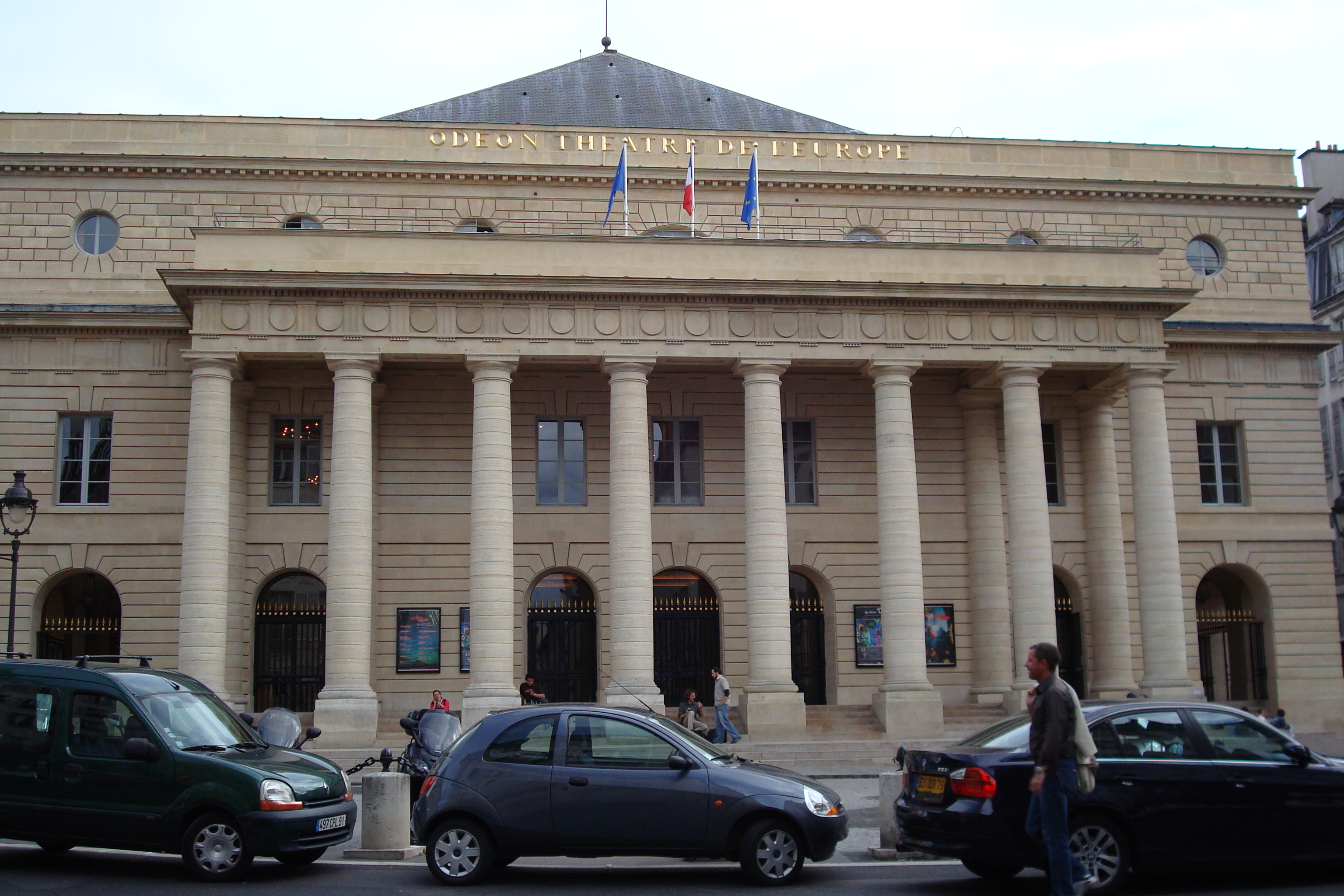
El Teatro del Odeón, París, en la actualidad.

A pesar de organizar giras por los municipios obreros de las afueras de París y de ofrecer montajes de obras novedosas y de óperas de éxito, la empresa próspera a duras penas. En 1922, Gémier logra la dirección del Teatro del Odeón, con la idea de que el TNP pueda beneficiarse de los medios del segundo teatro nacional francés. Pero por un lado, el público conservador del Odeón se resiste ante un teatro tan vanguardista y por otro lado, Gémier difícilmente logra atraer todo el público obrero que desearía. Sin embargo, la labor de Gémier al frente de ambos teatros sienta las bases del teatro del siglo XX. Trastoca los parámetros culturales de la capital francesa abriendo el Odeón tradicional a todos los públicos y a todas las formas de arte en vivo. Pone en práctica su concepción de la formación actoral, dando a los actores de los grandes escenarios nacionales una formación más polivalente, llevándoles hasta cantar y bailar.

### La Sociedad Universal del Teatro
En aquellos tiempos de posguerra, Firmin Gémier piensa que sólo el arte puede salvar la paz, y sueña con una internacional del teatro. En 1925, entra en contacto con profesionales del teatro en Alemania, Austria y Estados Unidos, para crear en 1926 la Société universelle du théâtre (Sociedad Universal del Teatro-SUDT), para defender los intereses profesionales de los artistas pero sobre todo para favorecer los intercambios entre autores, compositores, directores de escena, actores y técnicos. La SUDT editaba la revista Cahiers du théâtre (Los Cuadernos del Teatro) (1926-1938), y organizaba un congreso y un festival anual que albergó el Odeón en 1928. Otras ediciones tuvieron lugar en Barcelona, Hamburgo, Roma y Zúrich.

### El cine
En 1930, Firmin Gémier abandona la dirección del Odeón y decide dedicarse al cine, en el que había hecho algunas apariciones puntuales como actor, llegando a actuar en Estados Unidos bajo la dirección de Rex Ingram. En 1933, se estrena su película Le Simoun, una adaptación cinematográfica de la obra homónima de Henri-René Lenormand, que se había representado con éxito en la Comédie Montaigne. El mismo año, prepara una versión cinematográfica de El mercader de Venecia cuando muere de un ataque al corazón el 26 de noviembre de 1933, en su casa de París.

## Renovador de la escena
En la línea inaugurada por el teatro naturalista de André Antoine, Firmin Gémier es un renovador de la puesta en escena, de las técnicas escénicas y de la formación actoral. Rompe la cuarta pared entre espectadores y actores e integra el patio de butacas a la escenografía: se sirve del público para crear efectos de multitud y los actores entran o salen por los pasillos del patio de butacas y actúan desde los palcos o entre el público.
Moderniza la iluminación suprimiendo las candilejas y reemplazándolas por los proyectores, que hasta entonces solo se utilizaban en espectáculos de variedades. La música es integrada en la trama de la obra, dejando de ser un adorno añadido.
Despoja las escenografías de sus elementos acartonados y de sus pesados cortinajes para limitarlas a los elementos requeridos por la acción. Los decorados pintados son sustituidos por muebles reales, y las puertas y ventanas se abren y cierran de verdad. Después de una primera etapa más realista, se orientará hacia una utilización más simbólica de los elementos del decorados.
Forma a los actores para que sean más flexibles y moldeables en sus interpretaciones. Potencia el trabajo corporal y rehúye de la declamación y del histrionismo propio de los actores de finales del XIX y principios del XX. En 1920, a la vez que dirige la Comédie Montaigne, Gémier crea una escuela de actores llamada el Estudio de la Comédie-Montaigne o Escuela Gémier, cuya dirección confía a Charles Dullin. Esta escuela será el embrión de la célebre escuela que Charles Dullin creará en su teatro, el Théâtre de l’Atelier.

## Homenajes
La sala Firmin Gémier es la sala principal del actual Théâtre National de Chaillot (construido sobre el emplazamiento del antiguo Palacio del Trocadero). El teatro del municipio de Antony, en las afueras de París, se llama Théâtre Firmin Gémier.
Un año después de su muerte, se dio el nombre de Firmin Gémier a una calle del distrito XVIII de París. En Aubervilliers, su pueblo natal, una calle lleva su nombre y un colegio lo lleva asociado al del actor Gérard Philippe (Groupe scolaire Firmin Gémier et Gérard Philippe).

## Teatro

### Como actor
- 1891: Lidoire de Georges Courteline, dirección André Antoine, Théâtre-Libre.
- 1892: Le Devoir de Louis Bruyerre, dirección André Antoine, Théâtre-Libre.
- 1892: Ahasvère de Herman Heijermans, dirección André Antoine, Théâtre-Libre.
- 1892: Le Grappin de Gaston Salandri, dirección André Antoine, Théâtre-Libre.
- 1893: Une faillite de Bjørnstjerne Bjørnson, dirección André Antoine, Théâtre-Libre.
- 1893: Les Tisserands de Gerhart Hauptmann, dirección André Antoine, Théâtre-Libre.
- 1893: Valet de cœur, dirección André Antoine, Théâtre-Libre.
- 1893: Boubouroche de Georges Courteline, dirección André Antoine, Théâtre Antoine.
- 1893: Mirages de Georges Lecomte,dirección André Antoine, Théâtre-Libre.
- 1893: L'Inquiétude de Couturier et Jules Laurent Perrin, dirección André Antoine, Théâtre-Libre.
- 1894: Une journée parlementaire de Maurice Barrès, dirección André Antoine, Théâtre-Libre.
- 1894: Le Missionnaire de Marcel Luguet, dirección André Antoine, Théâtre-Libre.
- 1895: Les Gaîtés de l'escadron de Georges Courteline, Théâtre de l'Ambigu.
- 1895: Le Capitaine Floréal de Ernest Depré y Émile Moreau, Théâtre de l'Ambigu.
- 1895: Venise sauvée de Thomas Otway, Théâtre de la Comédie Parisienne.
- 1895: La Fumée puis la flamme de Joseph Caraguel, Théâtre-Libre
- 1895: Grand-papa de Claude Berton, Théâtre-Libre.
- 1896: Raphaël de Romain Coolus, Théâtre de l'Athénée.
- 1896: Les Deux gosses de Pierre Decourcelle, Théâtre de l'Ambigu.
- 1896: La Fille d'Artaban d'Alfred Mortier, dirección André Antoine, Théâtre-Libre.
- 1896: Ubu roi d'Alfred Jarry, dirección Lugné-Poe, Théâtre de l'Œuvre.
- 1897: Le Repas du lion de François de Curel, dirección André Antoine, Théâtre Antoine.
- 1897: La Comédie de l'amour de Henrik Ibsen, Nouveau Théâtre.
- 1897: Le Fardeau de la liberté de Tristan Bernard, Nouveau Théâtre Théâtre de l'Œuvre.
- 1897: Blanchette de Eugène Brieux, dirección André Antoine, Théâtre Antoine.
- 1897: Boubouroche de Georges Courteline, dirección André Antoine, Théâtre Antoine.
- 1898: La Cage de Lucien Descaves, dirección André Antoine, Théâtre Antoine.
- 1898: Résultats des courses de Eugène Brieux, dirección André Antoine, Théâtre Antoine.
- 1899: Le Père naturel de Paul Charton y Ernest Depré, dirección André Antoine, Théâtre Antoine.
- 1899: La Nouvelle idole de François de Curel, dirección André Antoine, Théâtre Antoine.
- 1899: L'Avenir de Georges Ancey, dirección André Antoine, Théâtre Antoine.
- 1899: Les Gaietés de l'escadron de Georges Courteline et Édouard Norès, dirección André Antoine, Théâtre Antoine.
- 1900: La Clairière de Lucien Descaves y Maurice Donnay, Théâtre Antoine.
- 1900: Le commissaire est bon enfant de Georges Courteline, Théâtre Antoine.
- 1900: La Bourse ou la vie  de Alfred Capus, Théâtre du Gymnase.
- 1901: La Vie publique de Émile Fabre, Théâtre de la Renaissance.
- 1902: Les Aventures du capitaine Corcoran de Georges Berr, Paul Gavault y Adrien Vély, Théâtre du Châtelet.
- 1902: Le Quatorze juillet de Romain Rolland, Théâtre de la Renaissance.
- 1903: La Rabouilleuse d' Émile Fabre, basado en Honoré de Balzac, Théâtre de l'Odéon.
- 1903: L'Absent de Georges Mitchell, Théâtre de l'Odéon.
- 1904: La Déserteuse de Eugène Brieux y Jean Sigaux, Théâtre de l'Odéon.
- 1905: La Rafale de Henry Bernstein, Théâtre du Gymnase.
- 1905: Les Ventres dorés de Émile Fabre, Théâtre de l'Odéon.
- 1905: Le Patrimoine de Ambroise Janvier, Théâtre Antoine.
- 1906: Biribi de Georges Darien y Marcel Lauras, Théâtre Antoine.
- 1907: Sherlock Holmes basado en Arthur Conan Doyle y William Gillette, Théâtre Antoine.
- 1907: Cœur à cœur de Romain Coolus, Théâtre Antoine.
- 1907: Terre d'épouvante d'André de Lorde y Eugène Morel, Théâtre Antoine.
- 1907: La Sacrifiée de Gaston Devore, Théâtre Antoine.
- 1907: Anna Karénine d' Edmond Guiraud, d'après Tolstoï, Théâtre Antoine.
- 1907: La Petite dame du second de Vincent Hyspa y André Mycho, Théâtre Antoine.
- 1907: Timon d'Athènes de Émile Fabre, Théâtre Antoine.
- 1908: L'Oreille fendue de Lucien Népoty, Théâtre Antoine.
- 1908: Les Vainqueurs de Émile Fabre, Théâtre Antoine.
- 1909: Master Bob, gagnant du Derby de Henry de Brisay y Marcel Lauras, Théâtre Antoine.
- 1909: Papillon, dit Lyonnais le juste de Louis Benière, Théâtre Antoine.
- 1909: La Dette de Gabriel Trarieux, Théâtre Antoine.
- 1910: César Birotteau basado en Honoré de Balzac, Théâtre Antoine.
- 1910: La Femme et le pantin de Pierre Frondaie y Pierre Louÿs, Théâtre Antoine.
- 1910: La Bête de Edmond Fleg, Théâtre Antoine.
- 1910: 1812 de André Nigond, Théâtre Antoine.
- 1910: L'Ange gardien de André Picard, Théâtre Antoine.
- 1911: Marie-Victoire de Edmond Guiraud, Théâtre Antoine.
- 1912: Les Petits de Lucien Népoty, Théâtre Antoine.
- 1912: Une affaire d'or de Marcel Gerbichon, Théâtre Antoine.
- 1912: Crédulités de Louis Benière, Théâtre Antoine.
- 1912: L'Homme qui assassina basado en Claude Farrère, Théâtre Antoine.
- 1913: Le Procureur Hallers de Louis Forest y Henry de Gorsse, basado en Paul Lindau, Théâtre Antoine.
- 1913: Le Chevalier au masque de Paul Armont y Jean Manoussi, Théâtre Antoine.
- 1914: Un grand bourgeois de Émile Fabre, Théâtre Antoine.
- 1914: La Tontine de Paul Armont y Marcel Gerbidon, Théâtre Antoine.
- 1917: Le Marchand de Venise de William Shakespeare, Théâtre Antoine.
- 1918: Antoine et Cléopâtre de William Shakespeare, Théâtre Antoine.
- 1920: Le Simoun de Henri-René Lenormand, dirección Gaston Baty, Comédie Montaigne.
- 1920: L'Admirable Crichton de Alfred Athys, Théâtre Antoine.
- 1921: La Bataille basado en Claude Farrère, Théâtre Antoine.
- 1922: Sin de Maurice Magre, Théâtre Fémina.
- 1922: Molière de Henry Dupuy-Mazuel y Jean-José Frappa, Théâtre de l'Odéon.
- 1923: La Mégère apprivoisée de William Shakespeare, Théâtre de l'Odéon.
- 1924: Le Fardeau de la liberté de Tristan Bernard, Théâtre de l'Odéon.
- 1924: L'Homme et ses fantômes de Henri-René Lenormand, Théâtre de l'Odéon.
- 1925: Par la force basado en Charles Hutchinson, Théâtre de l'Odéon.
- 1925: Faust basado en Goethe, Théâtre de l'Odéon.
- 1927: Parmi les loups  de Georges-Gustave Toudouze, Théâtre de l'Odéon.

### Como director
- 1901: La Vie publique de Émile Fabre, Théâtre de la Renaissance.
- 1902: Le Quatorze juillet de Romain Rolland, Théâtre de la Renaissance.
- 1902: La Châtelaine de Alfred Capus, Théâtre de la Renaissance.
- 1906: Biribi de Georges Darien y Marcel Lauras, Théâtre Antoine.
- 1906: Chez les Zoaques de Sacha Guitry, Théâtre Antoine.
- 1909: Master Bob, gagnant du Derby de Henry de Brisay y Marcel Lauras, Théâtre Antoine.
- 1909: Papillon, dit Lyonnais le juste de Louis Benière, Théâtre Antoine.
- 1910: L'Ange gardien de André Picard, Théâtre Antoine.
- 1910: César Birotteau, basado en Honoré de Balzac, Théâtre Antoine.
- 1910: La Femme et le pantin de Pierre Frondaie et Pierre Louÿs, Théâtre Antoine.
- 1911: Aux jardins de Murcie basado en José Féliu Y Codina, Théâtre de l'Odéon.
- 1911: L'Oiseau bleu de Maurice Maeterlinck, Théâtre Réjane.
- 1912: Une affaire d'or de Marcel Gerbichon, Théâtre Antoine.
- 1912: L'Homme qui assassina basado en Claude Farrère, Théâtre Antoine.
- 1913: L' Honnête fille de Gabriel Nigond, Théâtre du Palais-Royal.
- 1914: Un grand bourgeois de Émile Fabre, Théâtre Antoine.
- 1917: Le Marchand de Venise de William Shakespeare, Théâtre Antoine.
- 1922: Les Juives de Robert Garnier, Théâtre de l'Odéon.
- 1922: Le Songe d'une nuit d'été de William Shakespeare, Théâtre de l'Odéon.
- 1922: Molière de Henry Dupuy-Mazuel y Jean José Frappa, Théâtre de l'Odéon.
- 1923: Mégère apprivoisée de William Shakespeare, Théâtre de l'Odéon.
- 1924: Le Mariage de Figaro de Beaumarchais, Théâtre de l'Odéon.
- 1924: L'Homme et ses fantômes de Henri-René Lenormand, Théâtre de l'Odéon.
- 1925: Par la force basado en Charles Hutchinson, Théâtre de l'Odéon.
- 1925: Faust basado en Goethe, Théâtre de l'Odéon.

## Filmografía como actor
- La fusée (1933), de Jacques Natanson.
- Grandeur et Decadence (1937), de Jacques Natanson.
- Le Simoun (1933), Firmin Gémier.
- Un homme sans nom (1932), Roger Le Bon y Gustav Ucicky.
- The Magician (1926), Rex Ingram (Estados Unidos).
- La branche morte (1926), Giuseppe Guarino.
- Mater dolorosa (1917), Abel Gance.
- L'homme qui assassina (1913), Henri Adréani.
- Molière, sa vie, son oeuvre (1922), Jacques de Féraudy (Documental sobre Molière, en el que Gémier hace de Molière en una escena de El Ávaro).